# Terrell McClain
Terrell McClain (Tampa, 20 luglio 1988) è un giocatore di football americano statunitense che milita nel ruolo di defensive tackle per i Calgary Stampeders della Canadian Football League (CFL). Fu scelto nel corso del terzo giro (65º assoluto) del Draft NFL 2011 dai Carolina Panthers. Al college ha giocato a football alla University of South Florida.

## Carriera professionistica

### Carolina Panthers
McClain fu scelto nel corso del giro del Draft 2011 dai Carolina Panthers. Nella sua stagione da rookie disputò 12 partite, tutte come titolare, mettendo a segno 19 tackle. Il 2 settembre 2012 fu svincolato.

### New England Patriots
Il 26 settembre 2012, McClain firmò coi New England Patriots. Il 2 ottobre 2012 fu svincolato dopo aver disputato una sola gara.

### Houston Texans
McClain firmò con gli Houston Texans il 29 ottobre 2012, disputando 3 partite senza far registrare alcuna statistica. Nella stagione successiva disputò tutte le 16 gare della stagione regolare mettendo a segno 10 tackle.

### Dallas Cowboys
Il 12 marzo 2014, McClain firmò un contratto di tre anni del valore complessivo di 3 milioni di dollari con i Dallas Cowboys.

### Washington Redskins
Nel 2017 McClain firmò con i Washington Redskins.

### Atlanta Falcons
L'11 maggio 2018, McClain firmò con gli Atlanta Falcons.

## Statistiche
| Partite totali      | 32  |
| Partite da titolare | 12  |
| Tackle              | 29  |
| Sack                | 1.0 |
| Intercetti          | 0   |
| Fumble forzati      | 0   |

Statistiche aggiornate alla stagione 2013